# Prato

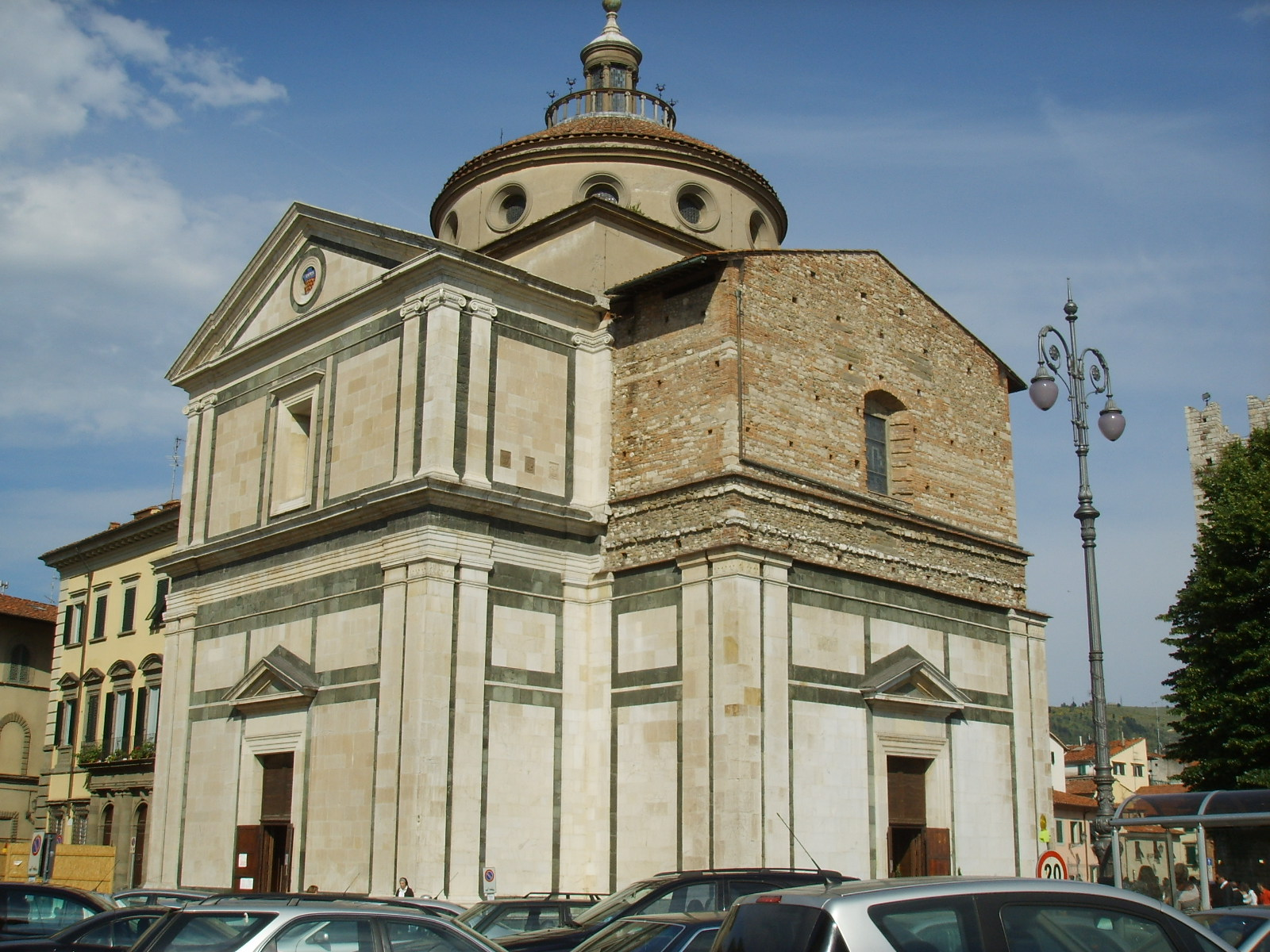
Sangallo's Santa Maria delle Carceri.

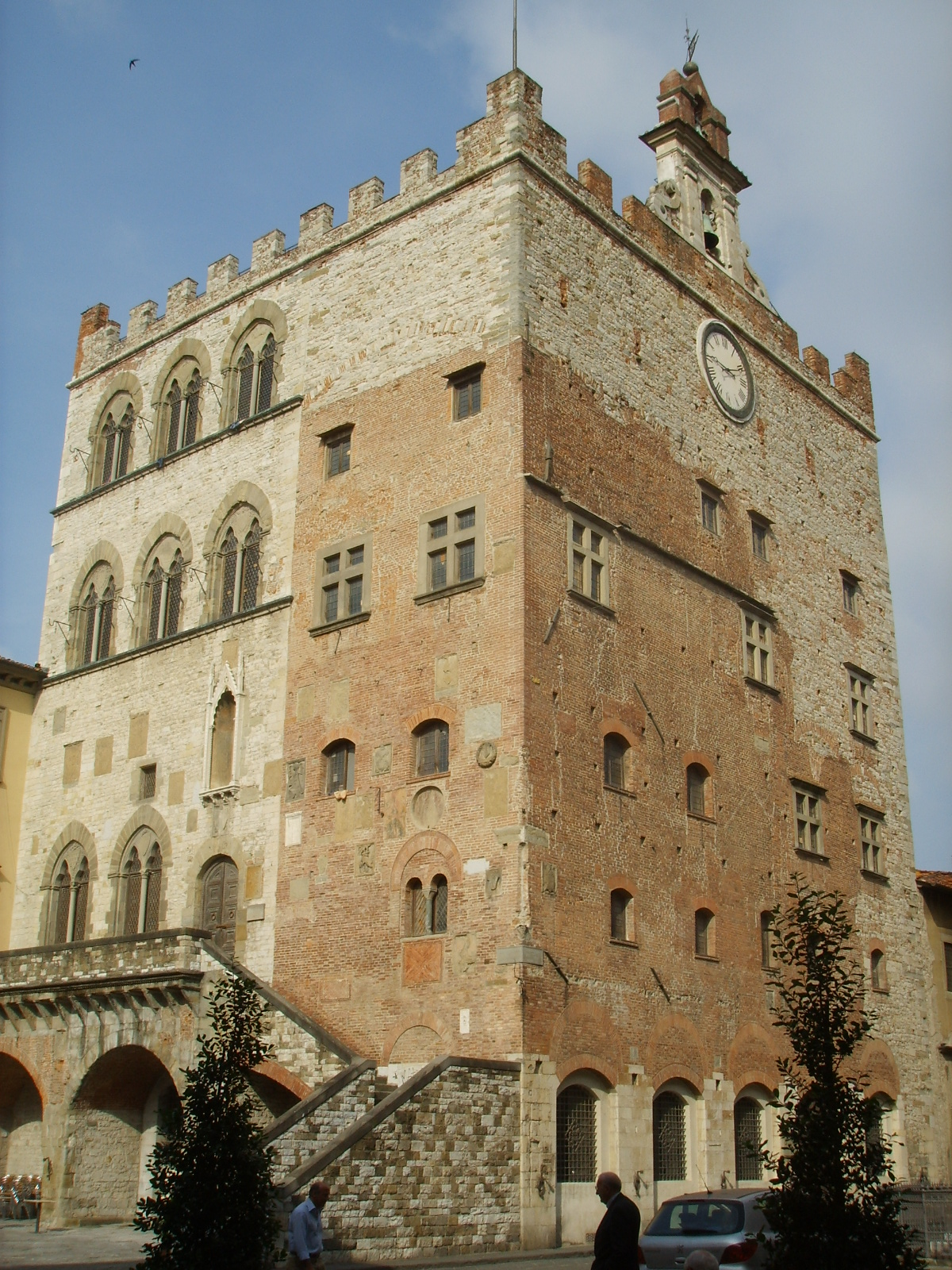
Palazzo Pretorio.

Prato là một thành phố và thủ phủ Tuscany, Italia cũng như thủ phủ của tỉnh Prato. Thành phố này nằm ở chân Monte Retaia (768 mét), đỉnh cao nhất trong dãy núi Calvana. Độ cao thấp nhất trong đô là 32 mét, gần di Cascine Tavola, và cao nhất là đỉnh điểm của Monte Cantagrillo (818 mét). Sông Bisenzio, một nhánh của Arno, chảy qua thành phố này. 
Trong lịch sử, nền kinh tế của Prato đã phát triển dựa vào ngành công nghiệp dệt. Datini archives. Các baảo tàng dệt may cũng phản ánh lịch sử này.
Prato cũng là một trung tâm của các thực phẩm, với nhiều đặc sản địa phương, bao gồm cantucci, một loại biscotti.
Kể từ cuối những năm 1950, thành phố đã trải qua thời kỳ nhập cư quan trọng, trước hết là từ miền nam Italia, sau đó từ quốc gia khác, đáng chú ý nhất là một phần lớn cộng đồng dân Trung Quốc mà đầu tiên đến cuối những năm 1980. Với hơn 180.000 dân, Prato là thành phố lớn thứ hai của Tuscany và lớn thứ ba ở Trung Italia, sau Rome và Florence. 

## Lịch sử

### Hiện đại
Trong năm 1512, trong cuộc Chiến tranh của Liên đoàn của Cambrai, thành phố bị chiếm giữ bởi đội quân Tây Ban Nha thuộc Giáo hoàng Julius II và hoàng đế Charles V để khôi phục lại thành phố gần đó của Florence cho gia đình Medici. Các mức độ nghiêm trọng của vụ chiếm đóng này đối với Prato đã dẫn đến sự đầu hàng của nước Cộng hoà Florence, và để khôi phục lại sự cai trị Medici. Quân đội đã thảm sát khoảng 50.000 Pratesi trên đường phố.
Trong năm 1653 Prato được nâng thành thành phố và trở thành trụ sở của một giáo phận Công giáo. Thành phố được tô điểm đặc biệt trong thế kỷ 18.
Sau khi thống nhất của Ý trong thế kỷ 19, Prato đã trở thành một trung tâm công nghiệp tiểu học, đặc biệt là trong lĩnh vực dệt may (tiếng Ý sử Emanuele Repetti mô tả nó như là "Ý Manchester ") dân số và, lớn lên đến 50.000 vào năm 1901 và 180.000 vào năm 2001. Thị xã có kinh nghiệm một nội bộ nhập cư đáng kể; Trước đây một phần của tỉnh Florence, Prato năm 1992 trở thành thủ đô của tỉnh cùng tên.

## Làn sóng di cư của người Hoa
Thành phố Prato có dân số cộng đồng Hoa kiều nhập cư đông lớn thứ hai ở Italy. Số lượng cư dân Hoa kiều hợp pháp ở Prato, đến thời điểm ngày 31 tháng 12 năm 2008 là 9.927 người[1]. Chính quyền địa phương ước tính số lượng công dân Trung Quốc sống tại Prato cho khoảng 45.000, kể cả người nhập cư bất hợp pháp [2]. Hầu hết ở nước ngoài của Trung Quốc đến từ thành phố Ôn Châu thuộc tỉnh Chiết Giang. Một số người trong số họ đã chuyển từ khu phố Tàu Paris. Những người dân Trung Quốc đầu tiên đã đến Prato trong những năm 1990. Phần lớn người Hoa làm việc trong ngành công nghiệp may mặc và đồ may mặc sẵn. Phố Tàu nằm ở phần phía tây của thành phố, lan rộng đến Porta Pistoiese ở trung tâm lịch sử. Phòng Thương mại địa phương đăng ký hơn 3.100 doanh nghiệp Hoa kiều đến thời điểm tháng 9 năm 2008 [3]. Hầu hết trong số họ được đặt tại khu công nghiệp được đặt tên Macrolotto di iolo.

## Thắng cảnh
Prato là nơi có nhiều bảo tàng và di tích văn hóa khác, bao gồm cả Filippo Lippi frescoes trong Nhà thờ Santo Stefano, gần đây đã phục hồi. Nhà thờ này có một bục giảng bên ngoài bởi Donatello.
Palazzo Pretorio được xây dựng từ thế kỷ thứ 13 trong gạch đỏ. Các phần trong đá trắng là từ thời kỳ cuối-Gothic. Trong thế kỷ 16 một cầu thang bên ngoài và xem được thêm vào. Cũng đáng chú ý là Datini Palazzo, được xây dựng từ năm 1383 cho các thương gia Francesco Datini. Nó có trang trí của các nghệ sĩ Florentine như Agnolo Gaddi và Niccolò Gerini. Trong năm 1409 nó đặt Giáo hoàng Alexander V và Louis của Anjou. The Palazzo degli Alberti (thế kỷ 12) là nhà của một gallery nghệ thuật với các tác phẩm của Filippo Lippi (Prato Madonna), Giovanni Bellini (thập giá với Người Do Thái nghĩa trang) và Caravaggio (The Thêm vào Box Nhạc với gai).
Các dell'Imperatore Castello là lâu đài phía bắc được xây dựng bởi Frederick II của Hohenstaufen ở Italia.. Một điểm thu hút lớn hơn nữa của thành phố là Centro mỗi l'Arte contemporanea Luigi Pecci một bảo tàng và trung tâm giáo dục liên quan với nghệ thuật đương đại.
các nhà thờ khác bao gồm:
Santa Maria delle Carceri, ủy quyền bởi de 'Medici Lorenzo để Giuliano da Sangallo trong năm 1484.. Đây là một kế hoạch thập tự Hy Lạp, cảm hứng để Brunelleschi 's Pazzi Chapel.Công trình kéo dài trong một số hai mươi năm. Nội thất được điều hành bởi một bichromatic maiolica phù điêu của Luca della Robbia, cũng là tác giả của bốn tondos miêu tả bốn truyền giáo này. Mặt tiền bên ngoài là chưa hoàn thành, chỉ có phần phía tây đang được hoàn thành trong thế kỷ 19 theo thiết kế của Sangallo. 
Sant'Agostino, được xây dựng từ năm 1440 trong một dinh thự hiện tại từ năm 1271. Nó có một mặt tiền đơn giản với một tăng lên cửa sổ và một tháp chuông với đỉnh kim tự tháp. Nội thất được về kế hoạch nhà thờ, với một gian giữa và hai lối đi phân chia theo cột brickwork có "waterleave" vốn (khoảng 1.410). apse Các nhà nguyện ngày đến cuối thế kỷ 14. nội thất là nơi bức tranh bởi Giovan Battista Naldini, Lorenzo Lippi, l'Empoli, Giovanni Bizzelli và những người khác, cũng như những bức bích họa thế kỷ 14. The cloister dates to the 16th century. hiên Ngay từ thế kỷ 16. 
San Domenico (bắt đầu từ năm 1281), với một cổng từ 1310. 
San Francesco (1281–1331). San Francesco (1281-1331). Nó có một nhà tang lễ đài kỷ niệm đáng chú ý của Gemriniano Inghirami (qua đời năm 1460), và các bức tranh tường của Niccolò Gerini ở Chapel Migliorati. 
San Fabiano, already existing in 1082. San Fabiano, đã tồn tại trong năm 1082. Nó nhà dấu vết quý giá của một mosaic vỉa hè có niên đại từ thế kỷ 9-11. Cũng đáng chú ý là tháp chuông từ thế kỷ thứ 15. 
the late-Baroque Monastery of San Vincenzo. các-Baroque Monastery cuối của San Vincenzo. 
Santa Maria della Pietà, built in 1617-1619. Santa Maria della Pietà, xây dựng vào năm 1617-1619.. Nó có một nhà bạt bởi Mario Balassi (1638) và 14 fresco một thế kỷ của Madonna với trẻ em, với quyền hạn kỳ diệu bị cáo buộc. 

## Giáo dục
[ 5 ] các tổ chức giáo dục đại học bao gồm Il Polo Universitario "Città di Prato" (một chi nhánh của Università degli Studi di Firenze) [4] và Đại học Monash Trung tâm nằm trong Vải Palazzo. [5]

## Nhân vật nổi tiếng
Nicolo Albertini - Công giáo thế kỷ 13 hồng y
Antonio Brunelli, nhà soạn nhạc, nhà lý luận và maestro di capella của Nhà thờ chính tòa 1607-1612
Francesco Datini, thương gia thế kỷ 14
Ignazio Fresu, nhà điêu khắc
Filippino Lippi, họa sĩ thế kỷ 16
Lorenzo Bartolini, nhà điêu khắc
Curzio Malaparte, nhà văn
Fiorenzo Magni, động viên xe đạp
Roberto Benigni, diễn viên và đạo diễn (thực sự sinh ra gần Arezzo nhưng ông từng sống ở Prato với gia đình)
Chechi, thể dục, huy chương vàng Olympic
Domenico Zipoli, nhà soạn nhạc
Paolo Rossi, cầu thủ bóng đá
Christian Vieri, cầu thủ bóng đá
Alessandro Diamanti, cầu thủ bóng đá 

## Thành phố kết nghĩa
- Thành phố Nam Định, Việt Nam: Prato kết nghĩa với Nam Định từ năm 1975. Ở thành phố này có một con đường lớn 4 làn xe dài 1,8 km mang tên Nam Định (Viale Nam-Dinh). Còn ở Nam Định có một vườn hoa mới mang tên Prato.

- Thành phố Thường Châu, Trung Quốc: Prato kết nghĩa với Thường Châu từ năm 1987. Ở thành phố này có một con đường lớn 4 làn xe dài 470 m mang tên Viale Changzhou (Thường Châu), tiếp nối đường Nam Định.